# Geophis talamancae
Geophis talamancae este o specie de șerpi din genul Geophis, familia Colubridae, descrisă de Lips și Savage 1994. Conform Catalogue of Life specia Geophis talamancae nu are subspecii cunoscute.